# Promenaea guttata
Promenaea guttata är en orkidéart som först beskrevs av Heinrich Gustav Reichenbach, och fick sitt nu gällande namn av Heinrich Gustav Reichenbach. Promenaea guttata ingår i släktet Promenaea och familjen orkidéer. Inga underarter finns listade i Catalogue of Life.